# مونجون
مونجون (نام علمی: Petrogale burbidgei) گونه‌ای والابی صخره عضو سرده صخره‌راسوها از تیره درازپایان است که در شمالی‌ترین بخش‌های استرالیا در کیمبرلی زندگی می‌کند. به دلیل محدوده کوچک پراکندگی، این جانور در وضعیت در نزدیکی تهدید طبقه‌بندی شده است.